# Vratislavice nad Nisou

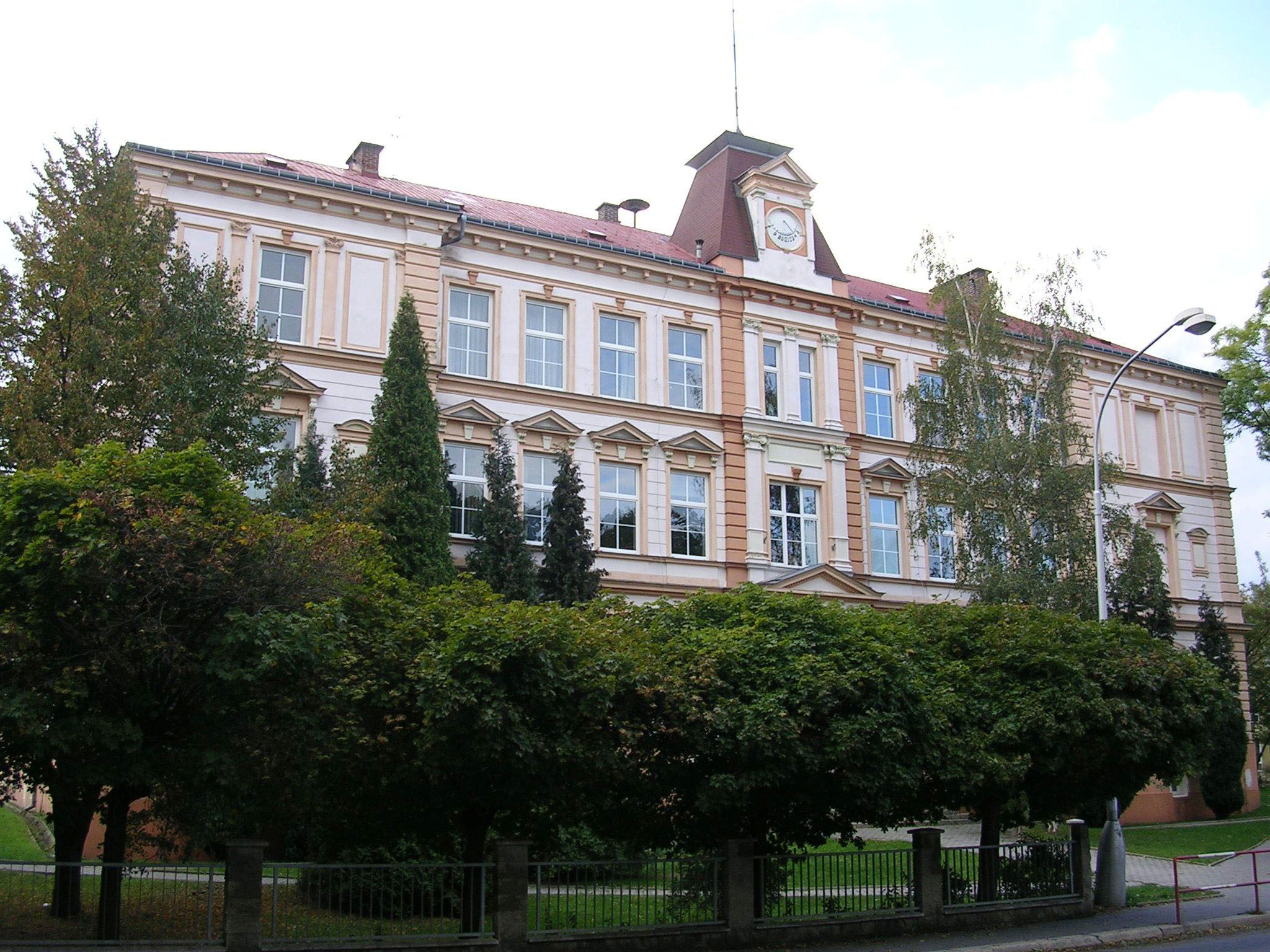
Skola vid Tanvaldskágatan.

Vratislavice nad Nisou är en stadsdel av staden Liberec i Tjeckien. Samhället hade namnet Maffersdorf under tiden då detta tillhörde Österrike-Ungern. Här föddes bilkonstruktören Ferdinand Porsche.